# 上諏訪温泉
上諏訪温泉（かみすわおんせん）は長野県諏訪市（旧国信濃国）に湧出する温泉。

## 歴史

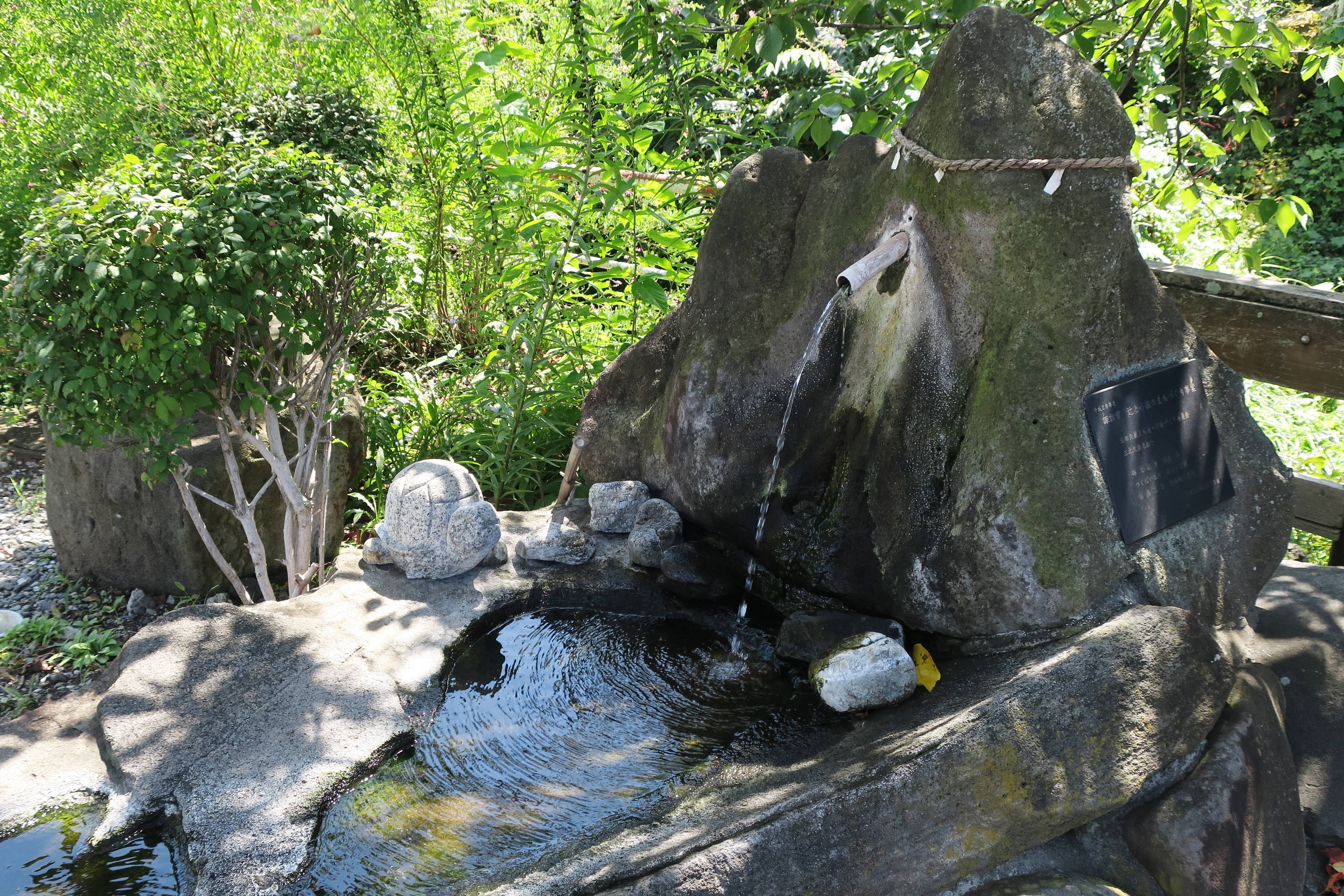
三の丸湯跡

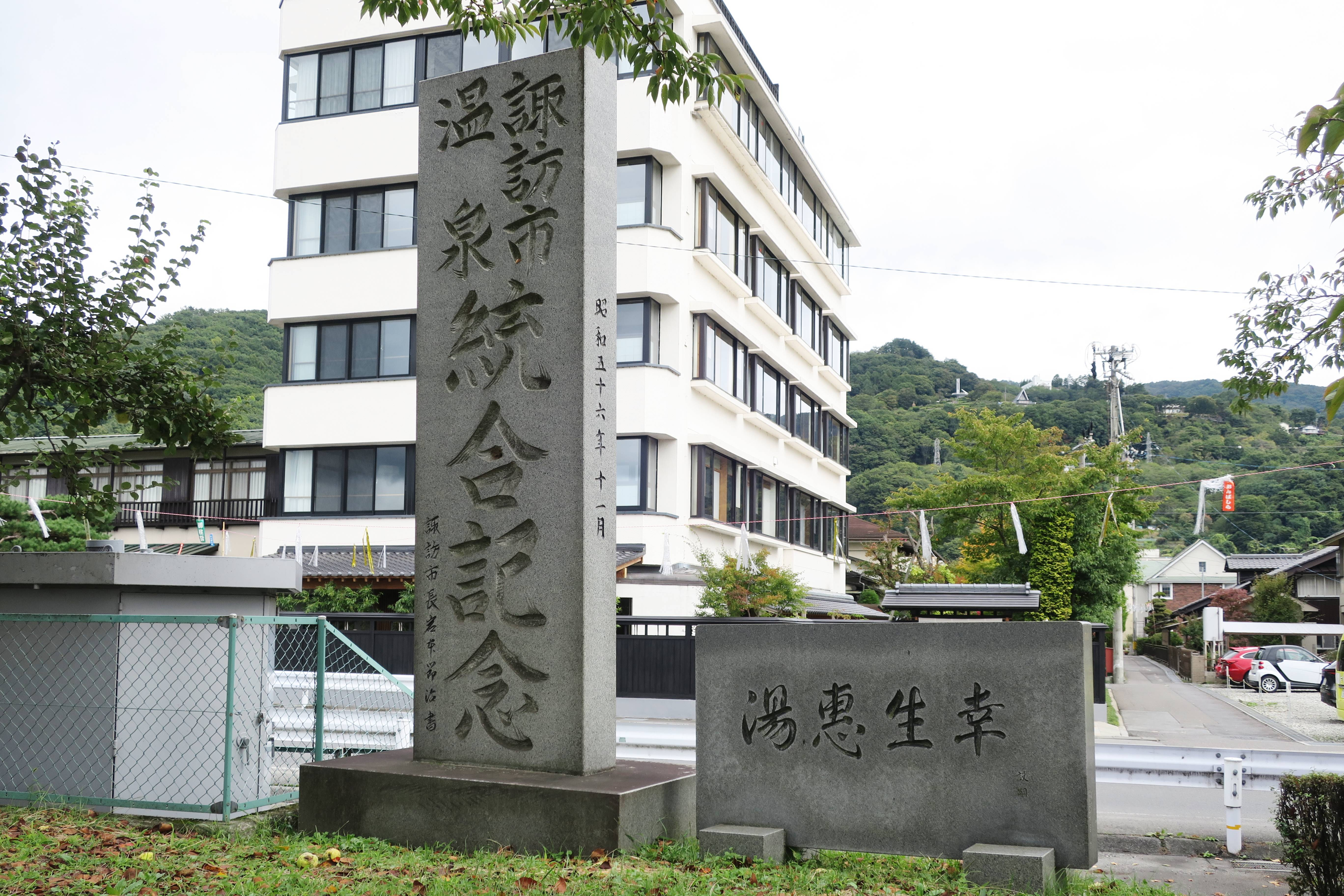
諏訪市温泉統合記念の石碑

古くから諏訪大社の門前町としても栄えた。温泉の源泉を守るために、温泉寺が建てられ、薬師如来が祀られた。江戸時代は諏訪藩（高島藩）の城下町、甲州街道の宿場町上諏訪宿としても栄えた。
江戸時代初期から温泉地として知られ、当時14軒ほどの旅籠があったが内湯はなく、旅人も住人も上諏訪内の4つの共同温泉（小和田平湯、精進の湯、湯之脇、虫湯）を利用していた。1664年に描かれた「御枕屏風」には、庶民のための平湯のほか、塀に囲まれ、門や庭を持つ武家用の湯屋敷も散見される。1817年の温泉番付で上諏訪は「東の小結」に選ばれている。
明治に入り、1873年に地租改正条例が施行されると、共同温泉地は全て官有地に区分されたが、一部では払い下げが認められ住民による共同湯運営が続けられた。高島藩の城下町から製糸の町として栄えた上諏訪には内湯のある旅籠も多数でき、1905年に中央本線が開通すると温泉旅館や飲食店が増えて観光地化し、1928年には昭和の御大典記念事業として大型温泉施設の片倉館が創業、1937年には旅館数は57軒を数えた。1960年頃の調査では、源泉数は500を超えていた。自噴泉は1958年になくなり、すべての温泉が動力揚湯である。

## 泉質
- 単純温泉
- 単純硫黄泉
  - 無色透明の源泉
  - 源泉温度65℃（七ツ釜温泉は80℃）

### 効能
- 外傷性諸障害、慢性湿疹、成人病、婦人病、腰痛、神経痛

注：効能は万人にその効果を保証するものではない

## 温泉街
諏訪湖東岸にあり、日本最古の温泉複合保養施設である片倉館（国の重要文化財、1928年築）の千人風呂が有名。諏訪湖畔には遊歩道が設けられており、沿道には大型ホテルや無料で利用できる足湯、美術館がある。日帰り入浴施設は温泉街の外れにあるすわっこランドの一か所だが、ホテルの一部は温泉施設を宿泊客以外にも開放している
。また、JR上諏訪駅構内には1986年（昭和61年）に温泉が設置され、2001年（平成13年）には足湯に改装された。ホームに入れる切符（入場券）で利用できる。
1983年（昭和58年）に間欠泉が噴出。1990年（平成2年）に諏訪市は諏訪湖間欠泉センターを設置。1993年（平成5年）に自噴しなくなりコンプレッサーで噴出させていた。その後、2021年（令和3年）に機械が故障したため仮設の機械で再開したが、2022年（令和4年）3月に再び停止。2022年3月時点で、市は往時の勢いは失われたが自噴している状態と説明していた。2022年12月、諏訪市は諏訪湖間欠泉センターの指定管理や民間活用、改修、廃止などを検討する方針を示した。
諏訪藩主が高島城三の丸に作らせた温泉は、大正より共同浴場として利用され、利用者増加に伴い高島公園脇に移った。2010年、跡地に記念碑とつくばいが設置され、少量の温泉を流し湯煙を立たせている。

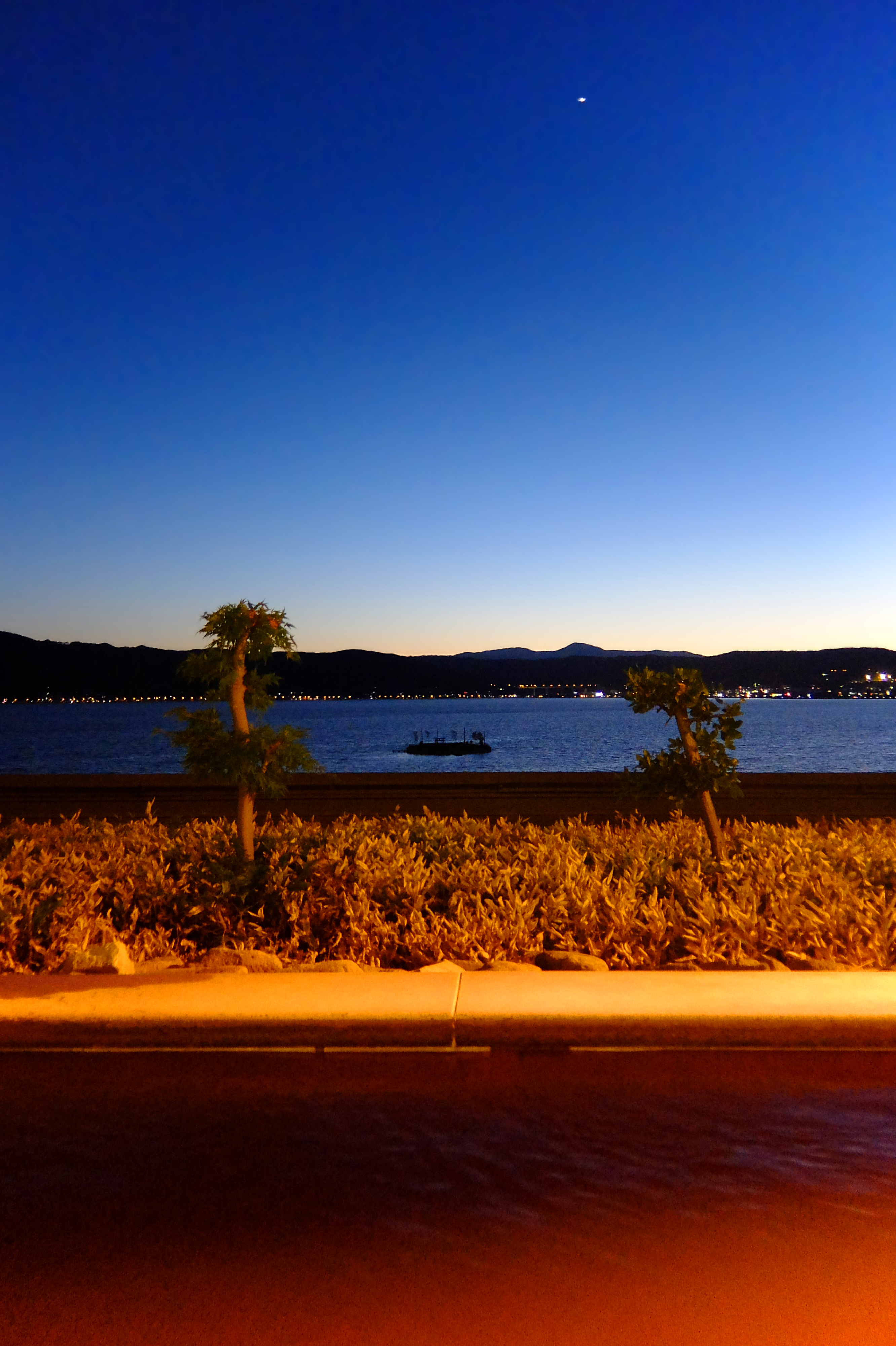
露天風呂からの諏訪湖を望む眺め
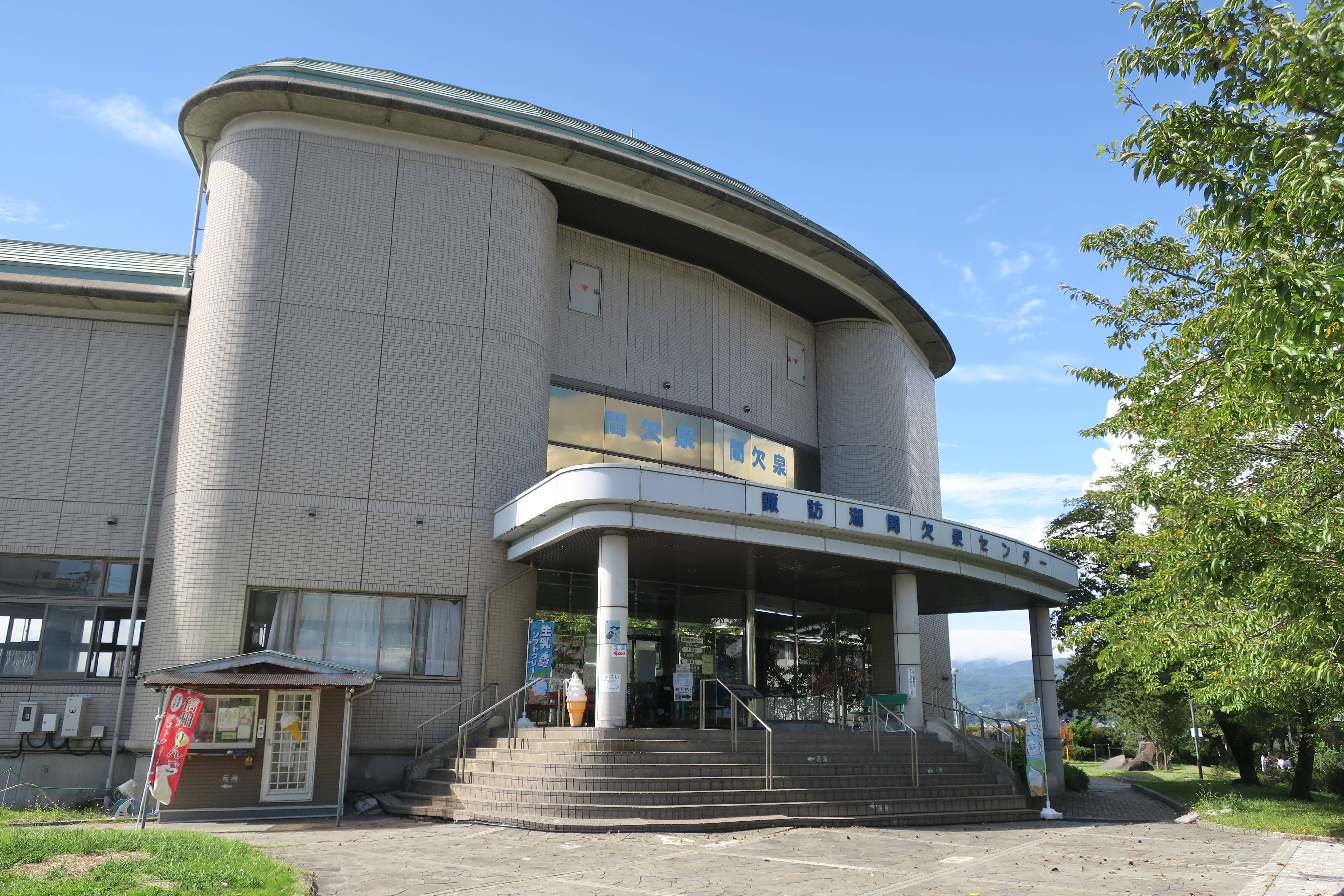
諏訪湖間欠泉センター
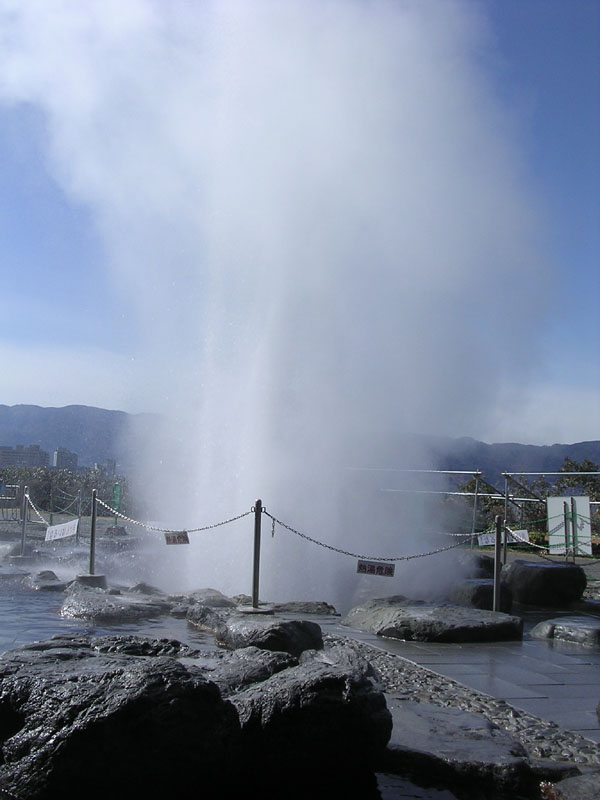
噴き上がる間欠泉（2004年）
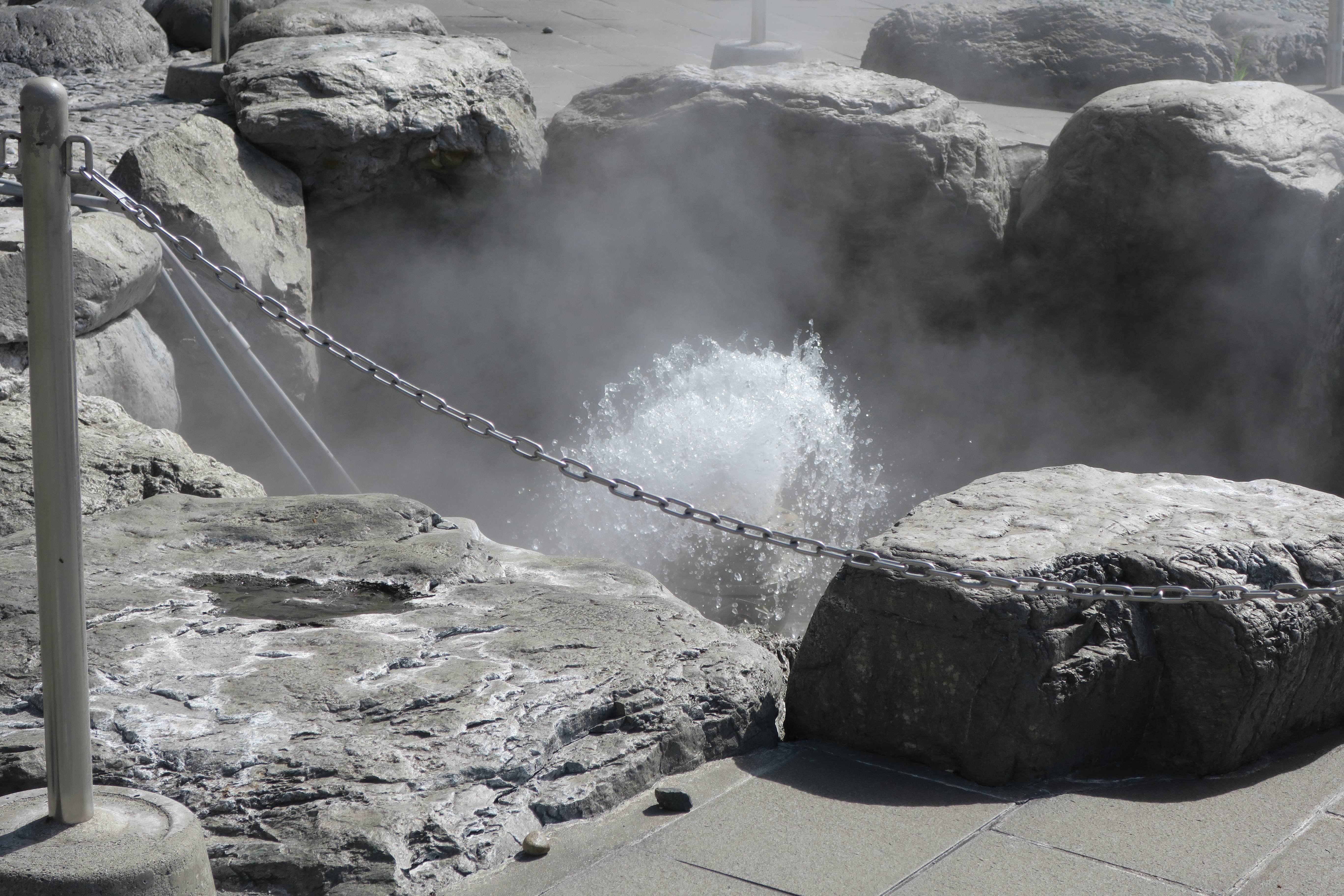
自噴状態の間欠泉噴出口（2022年）
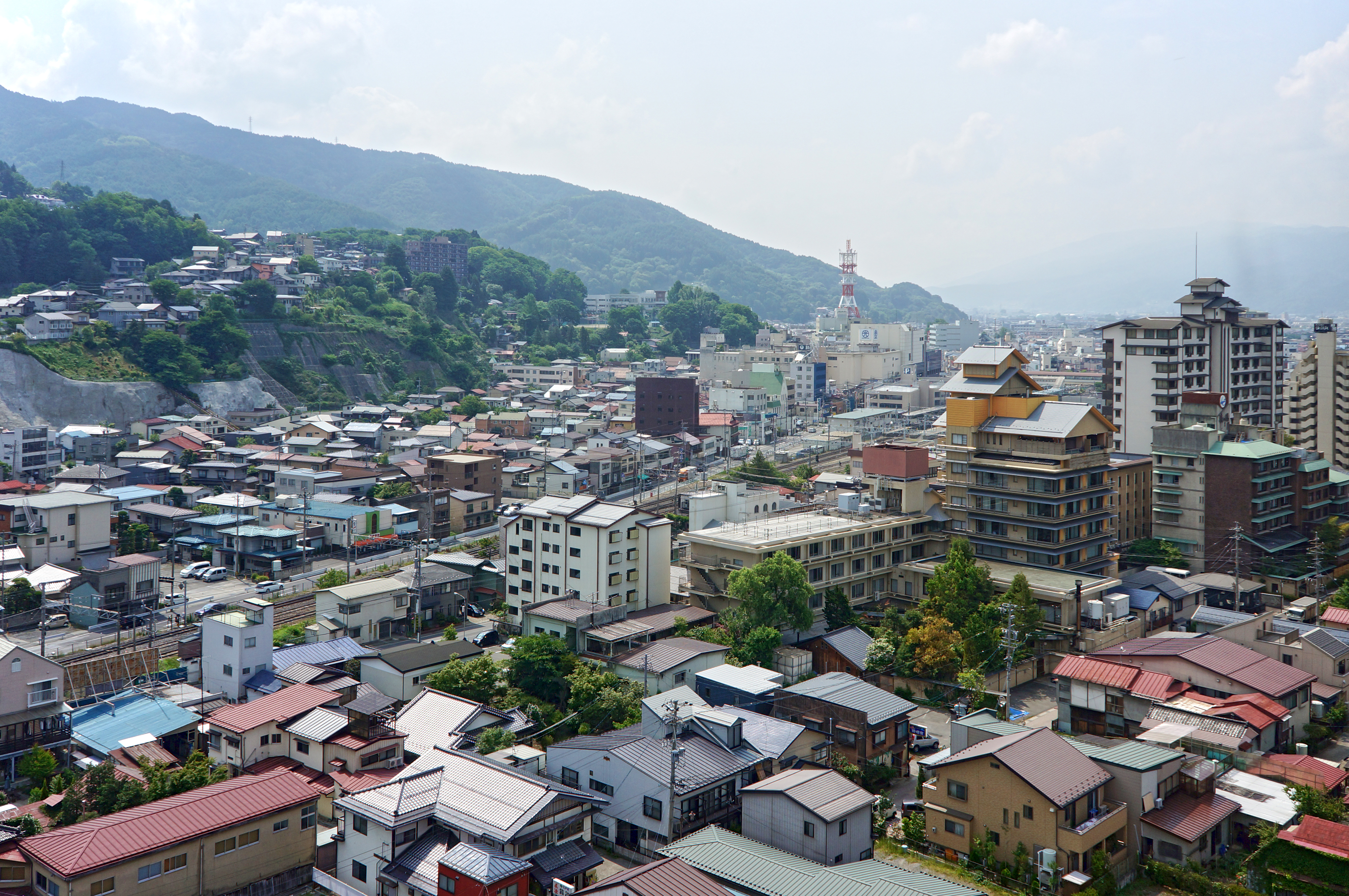
温泉街
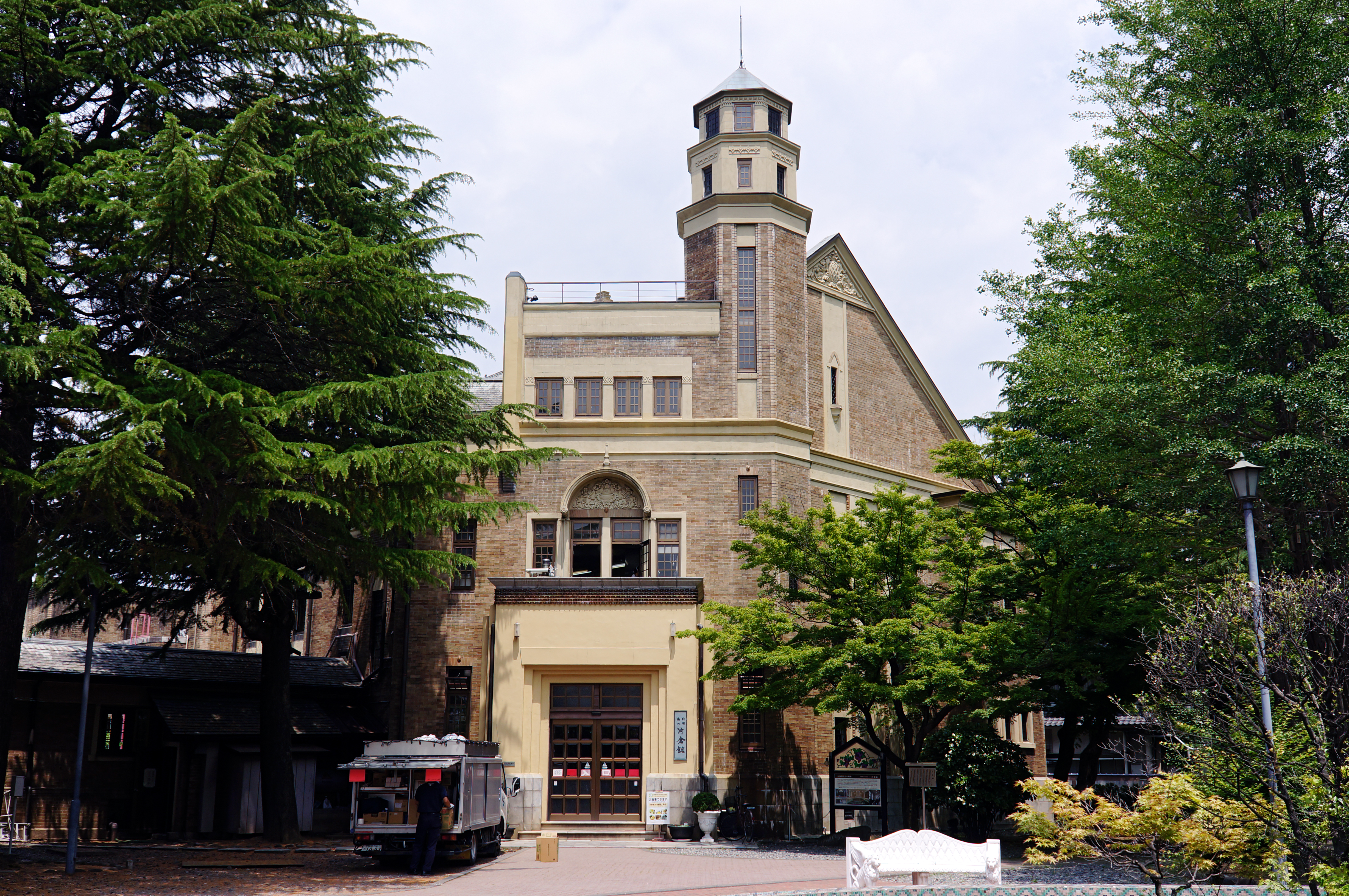
千人風呂がある片倉館浴場
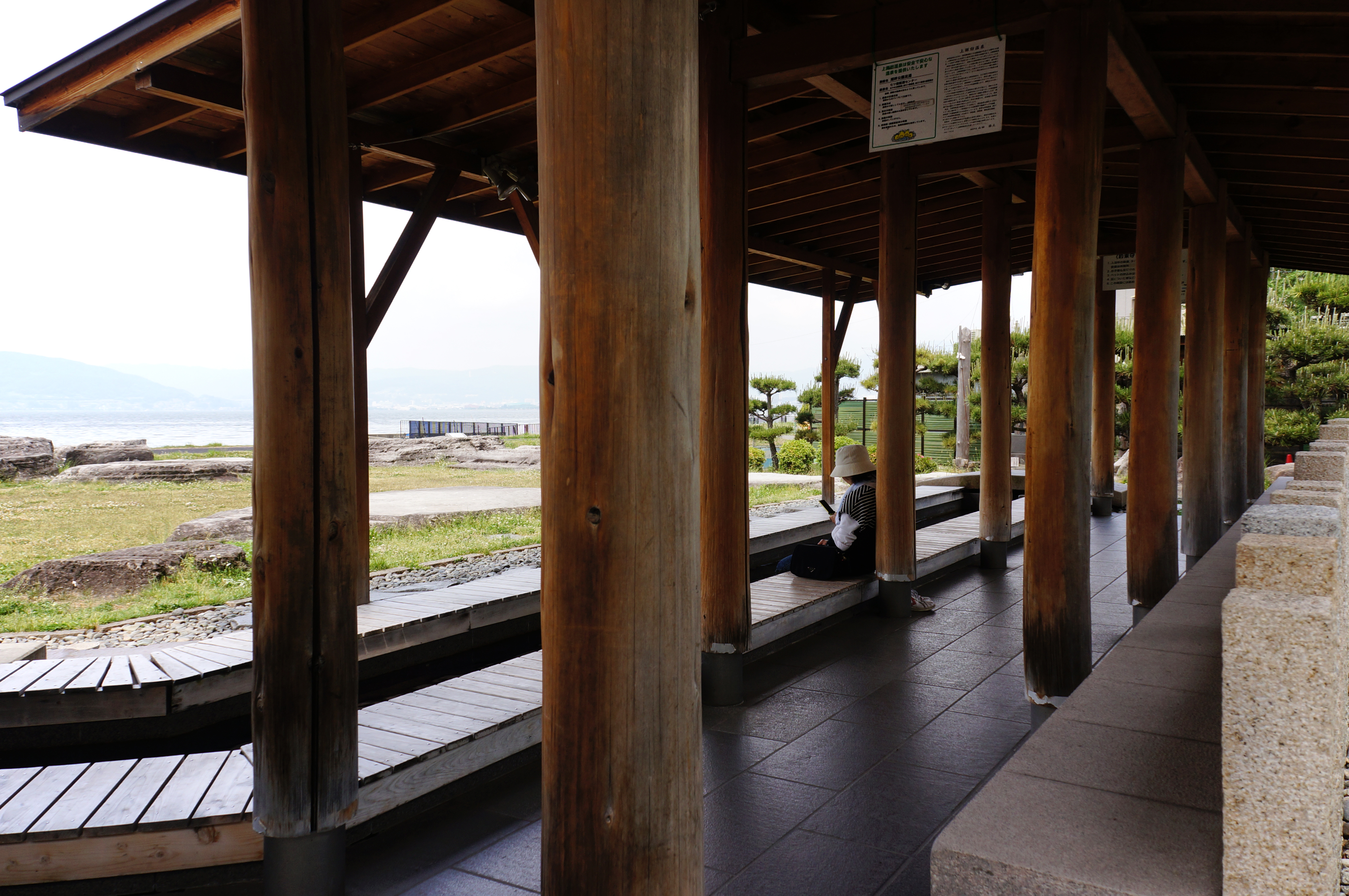
諏訪湖畔にある足湯
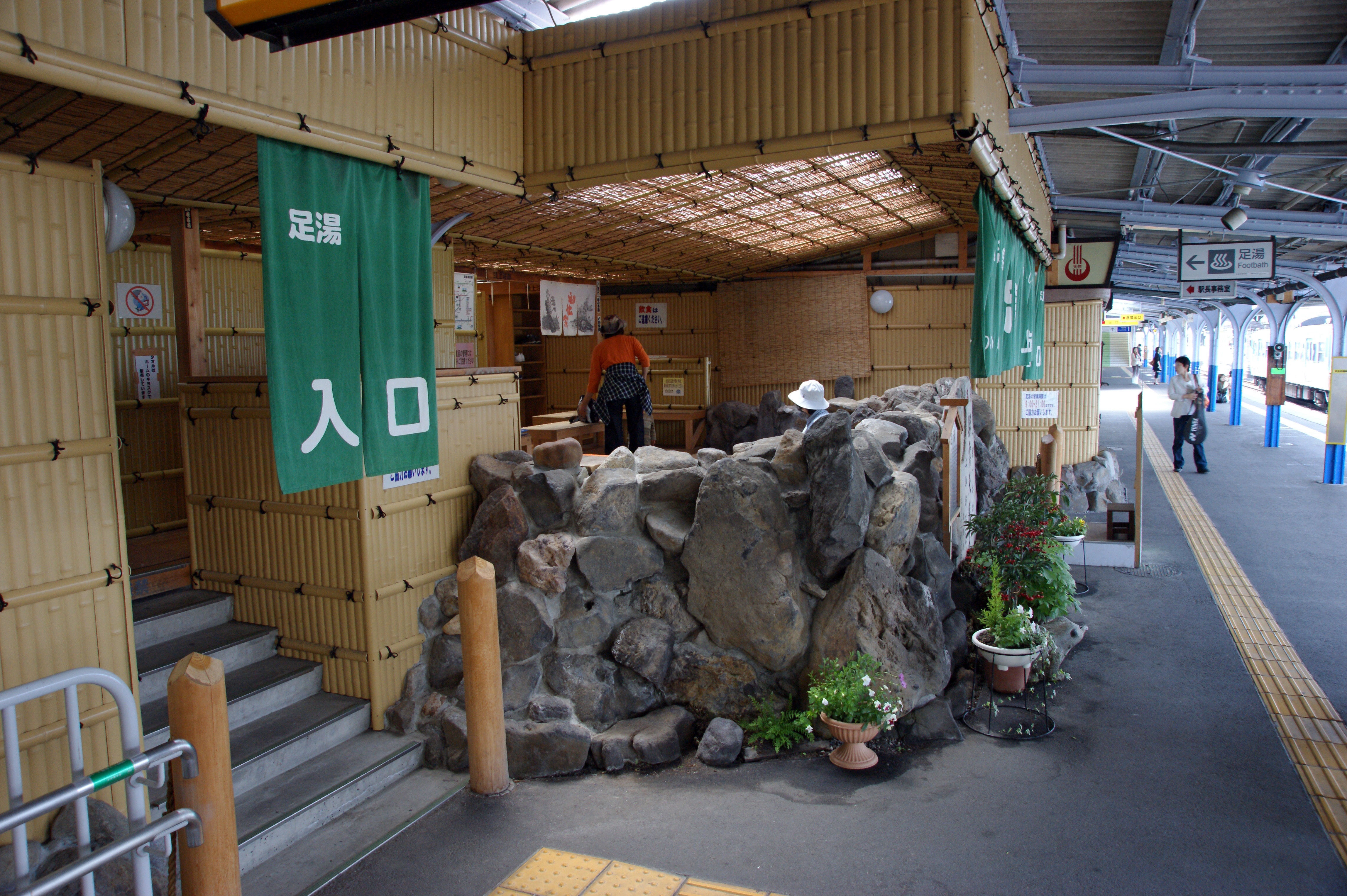
上諏訪駅ホームにある足湯
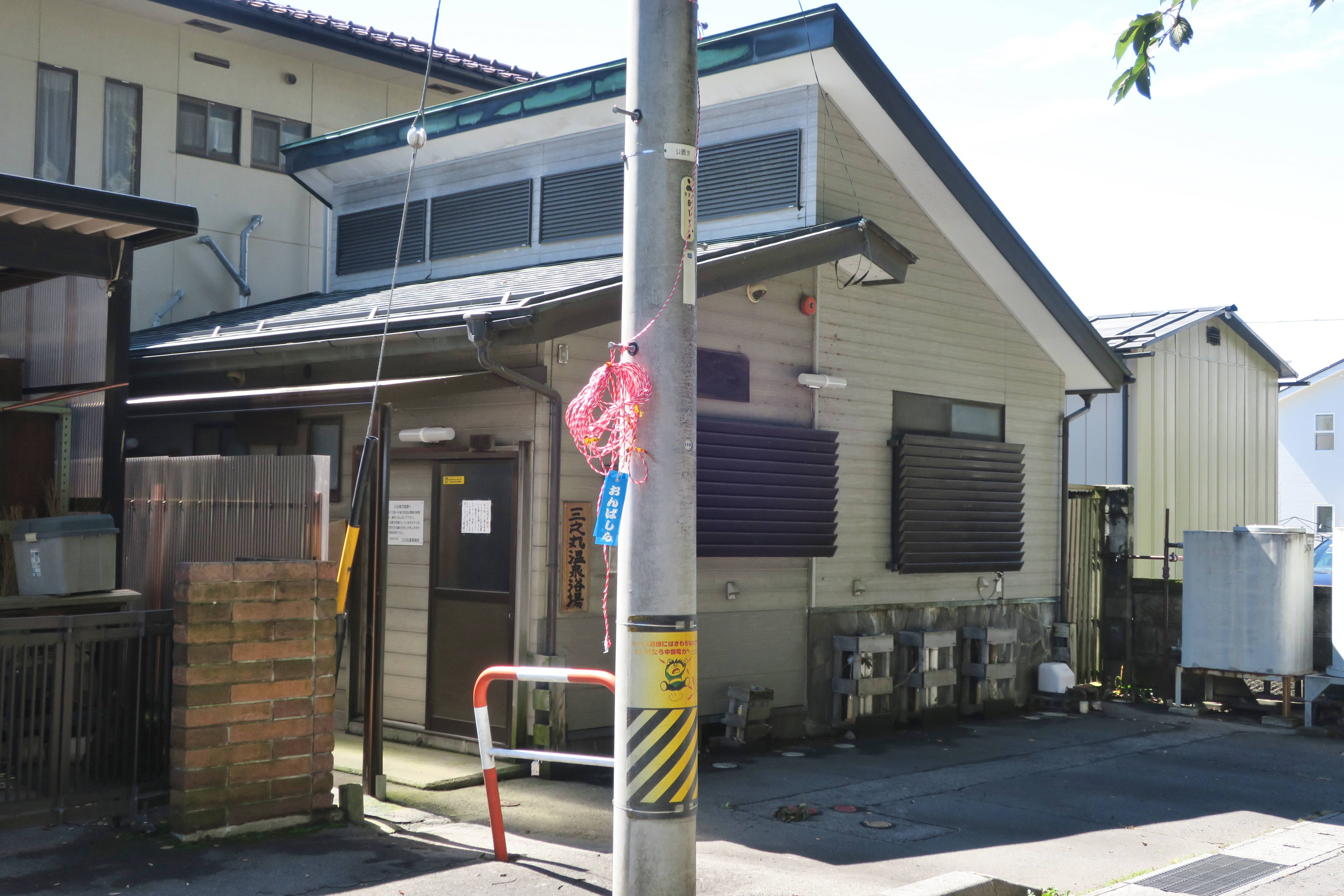
三之丸温泉浴場

## 温泉施設
その豊富な湧出量から、諏訪市内の一般家庭でも温泉を引くことが可能である。また入浴温泉施設のある小学校（諏訪市立城南小学校）や百貨店、さらにサービスエリア（中央自動車道・諏訪湖サービスエリアの「ハイウェイ温泉諏訪湖」）がある。2001年（平成13年）4月 には諏訪湖畔に足湯施設が設置された。

## 周辺
- 諏訪市美術館
- サンリツ服部美術館
- 北澤美術館
- 諏訪市原田泰治美術館
- SUWAガラスの里の美術館

## アクセス
鉄道
- 中央本線 上諏訪駅下車

2010年代においても宿泊客の14%-16%は中央本線の電車を利用して訪れる。
高速道路
- 中央自動車道 諏訪ICより国道20号経由。